# Distrito de Rhön-Grabfeld
Rhön-Grabfeld es uno de los 71 distritos en que está dividido administrativamente el estado alemán de Baviera.

## Composición del distrito
| 1. Bad Königshofen i.Grabfeld (7.063) 2. Bad Neustadt a.d.Saale (ciudad capital) 3. Rhön-Grabfeld (16.252) 4. Bischofsheim a.d.Rhön (5.073) 5. Fladungen (2.296) 6. Mellrichstadt (6.184) 7. Ostheim v.d.Rhön (3.621) 1. Oberelsbach (2.931) 2. Saal a.d.Saale (1.585) 3. Trappstadt (1.042) 1. Bundorfer Forst (18,06 km²) 2. Burgwallbacher Forst (16,18 km²) 3. Forst Schmalwasser-Nord (1,69 km²) 4. Forst Schmalwasser-Süd (14,31 km²) 5. Mellrichstädter Forst (4,14 km²) 6. Steinacher Forst a.d. Saale (19,85 km²) 7. Sulzfelder Forst (2,54 km²) 8. Weigler (2,73 km²) | 1. Aubstadt (785) 2. Bastheim (2.661) 3. Burglauer (1.682) 4. Großbardorf (1.013) 5. Großeibstadt (1.195) 6. Hausen (774) 7. Hendungen (1.038) 8. Herbstadt (662) 9. Heustreu (1.296) 10. Höchheim (1.266) 11. Hohenroth (3.710) 12. Hollstadt (1.708) 13. Niederlauer (1.803) 14. Nordheim v.d.Rhön (1.185) 15. Oberstreu (1.689) 16. Rödelmaier (937) 17. Salz (2.262) 18. Sandberg (2.865) 19. Schönau a.d.Brend (1.397) 20. Sondheim v.d.Rhön (1.066) 21. Stockheim (1.151) 22. Strahlungen (942) 23. Sulzdorf a.d.Lederhecke (1.267) 24. Sulzfeld (1.797) 25. Unsleben (960) 26. Willmars (687) 27. Wollbach (1.260) 28. Wülfershausen a.d.Saale (1.508) |

(Habitantes a 30 de junio de 2005)